# Asghar Hameed
Asghar Hameed (* 1919 in Lahore; † 14. Oktober 2002 in Lahore) war Professor für Mathematik am Engineering College Lahore und Anhänger und vom 15. November 1996 bis zu seinem Tod am 14. Oktober 2002 der Leiter (Emir) der Ahmadiyya Andschuman Ischat-i-Islam Lahore (AAIIL), die sich selbst als islamische Konfession versteht.
Er war Angehöriger der Familie Mantoo, aus der mehrere Juristen, Politiker und Schriftsteller bekannt wurden. Er ging zunächst in Amritsar, dem Herkunftsort seiner Familie, zur Schule. 1939 schloss er sein Mathematikstudiums an der University of the Punjab in Lahore als Master ab.
Er begann als Dozent für Mathematik am Engineering College in Lahore zu unterrichten und setzte später sein Studium an der Universität Edinburgh in Schottland fort. Nach seiner Promotion in Mathematik in Edinburgh wirkte er dort ab 1947 als Abteilungsleiter am Institut für Mathematik und wechselte 1961 als Leiter der Fakultät für Architektur und Planung an die University for Engineering and Technology in Lahore. Er lehrte als Professor für Mathematik und schied 1979 als Vize-Kanzler seiner Universität aus.
Nach Ende seiner Lehrtätigkeit zog er nach Darus-Salaam, einem Stadtteil von Lahore, um sich der Ahmadiyya-Bewegung zu widmen. Dort wirkte er als Prediger und Übersetzer der Schriften seines Glaubens.
Er war verheiratet und hatte einen Sohn (Asif Hameed).